# Дитрих I (Лужица)
Дитрих (на немски: Dietrich, * 990, † 19 ноември 1034) от род Ветини е като Дитрих II в Саксония граф на Ветин, от 1015 г. граф в Швабенгау, от 1017 г. граф на Айленбург и Брена, граф в Хасегау и в Гау Сюсили и като Дитрих I от 1032 г. първият маркграф на Марка Лужица от 1032 г. до 1034 г.
Той е син на граф Дедо I фон Ветин и на Титбурга, дъщеря на Дитрих фон Халденслебен, маркграф на Северната марка (Нордмарк).
Баща му Дедо I e убит на 13 ноември 1009 г.
За Коледа 1009 г. крал Хайнрих II в Пьолде му дава, след молба на неговата съпруга и на княза, графството и всички земи на баща му, между които е едно графство в северен Хасегау и част от крепостта Цьорбиг. След смъртта на чичо му граф Фридрих I фон Ветин през 1017 г., императорът го прави имперски граф (komitat) и му права над Гау Сюсили.
Дитрих II е женен за Матилда фон Майсен (* ок. 997; † 2 февруари ок. 1030), дъщеря на маркраф Екехард I от Майсен.
През 1030 г. Дирих II се съпротивлява и сам побеждава Мешко II Лямберт, краля на Полша. От 1032 г. той е маркграф на Марка Лужица. На 19 ноември 1034 г. Дирих II е убит от хората на своя зет Екехард II.

## Деца
Дитрих II/I и Матилда фон Майсен имат децата:
- Дедо II (* 1010, † 1075), маркграф на Марка Лужица (Дедо I), женен I. за Ода от Долна Лужица († пр. 1068), вдовица на граф Вилхелм III фон Ваймар († 1039); II. за Адела от Брабант († 1083), вдовица на Ото I фон Орламюнде, граф на Ваймар († 1067)
- Фридрих I (* 1020, † 18 април 1084), епископ на Мюнстер (1063 – 1084)
- Геро (* 1020, † 1089), граф на Брена, женен за Берта фон Шварцбург
- Тимо (* пр. 1034, † 1091), граф на Ветин и Брена, женен ок. 1086 г. за Ида фон Нортхайм (1050/1060–сл. 1100), дъщеря на баварския херцог Ото Нортхаймски
- Конрад (* 1015), граф на Камбург, женен за Отехилдис фон Катленбург
- Рикдаг (* 1015, умира млад)
- Хидда фон Ветин († 28 януари 1061 в Прага), омъжена за Спитигнев II (* 1031; † 28 януари 1061), херцог на Бохемия (1055 – 1061)